# Diocèse de Saint David's
Le diocèse de Saint David's (en anglais : diocese of St David's ; en gallois : esgobaeth Tyddewi) est l'un des six diocèses anglicans du pays de Galles. Il s'étend sur le sud-ouest de la région. Son siège est la cathédrale de Saint David's.